# Síndrome de Ulises (poemario)
Síndrome de Ulises es un libro de poemas y notas en prosa del escritor cubano Arsenio Rodríguez Quintana, publicado por la editorial Linkgua Ediciones en el año 2004.
Trata acerca de la inmigración y la situación de los inmigrantes en Barcelona, Sevilla y otras ciudades europeas de principios del siglo XXI. Tiene una contraportada escrita por el escritor español Enrique Vila-Matas. El libro define el síndrome de Ulises con el verso "irse del país, es tener un embarazo ectópico".